# Зенон Китийский
Зено́н Кити́йский, Зено́н-сто́ик (др.-греч. Ζήνων ὁ Κιτιεύς; ок. 334 до н. э., Китион, Кипр — ок. 262 до н. э., Афины) — древнегреческий философ, основоположник стоической школы.

## Биография
Родился в греко-финикийском городе Китие (Китионе) на Кипре. Потомок выходцев из Финикии, сын Мназея. Занимался морской торговлей.
Около 320 года до н. э. приехал в Афины, где стал учеником киника Кратета, но, недовольный его «киническим бесстыдством», перешел к Стильпону и к диалектику Диодору.
Диоген Лаэртский даёт портрет Зенона: это был худой, смуглый и высокий, нескладный и слабосильный человек с кривой шеей и толстыми ногами, любивший полакомиться зелёными фигами и пожариться на солнцепёке. Он был скромен и стеснялся своей неприглядной наружности
.
В 308 году до н. э. Зенон основал собственную школу в Афинах. Сам став учителем, он собрал вокруг себя многочисленных учеников, которые сначала назывались, по его имени, зенонеями, а потом, по месту преподавания, Расписной стое — стоиками. Превосходные качества его характера заслужили ему особое уважение афинян и царя Антигона Гоната; награждённый при жизни золотым венцом и статуей, он после смерти удостоился почётного погребения в Керамике.
Живя крайне просто, без семьи и рабов, он избегал, однако, практиковавшейся киниками нищеты и грязи. Он прожил в Афинах около шестидесяти лет и достиг глубокой старости; год его смерти (как и рождения) в точности неизвестен (по предположению Целлера он умер в 270 году до н. э., по Дройзену — в 267 году до н. э.). Причем передают, что он умер, специально задержав дыхание, то есть покончив жизнь самоубийством (этика стоиков это признавала нормальным в случае целесообразности):123.

## Учение
Писания Зенона по этике, диалектике, физике и поэзии, перечень которых находится у Диогена Лаэртского, отличались, по древним свидетельствам, краткостью и отсутствием красноречия, но из них сохранились лишь немногие и незначительные отрывки, причём сомнительной подлинности. В общем учении стоиков, как оно излагается у древних авторов, невозможно определить, что собственно принадлежит Зенону и что — его преемникам, Клеанфу и Хрисиппу.
Учение 3енона характеризуется преимущественным вниманием к обоснованию внутренней независимости личности. Этика строится на основе учения о природе, именуемого физикой. Согласно Зенону, миром управляет некая сила — фатум, однако сам мир есть живое целое, пронизанное пневмой — космическим дыханием. В человеческом поведении первичным является движение души, определяющее причины отдельных человеческих действий. Зенон вслед за Гераклитом основой сущего провозглашает огонь, который он отождествляет с Логосом. В учении об обществе Зенон развивал космополитическое воззрение.
На первое место в философии он ставил логику, цель которой — научить людей правильно судить о вещах и избавить их от заблуждений. Логика, говорил Зенон, — это как бы ограда, защищающая сад, в котором деревья — это физика, и плоды — этика. Именно он ввёл термин «логика» для обозначения самостоятельной науки о мышлении, взамен термина «аналитика», который употреблялся Аристотелем. Зенон был номиналистом. В мире, учил он, существуют только единичные вещи, которые воздействуют на чувства человека. Возникающие в результате воздействия ощущения и представления — это отпечатки единичных вещей в душе человека, которая также телесна. Они истинны тогда, когда вещь как бы принудительно добивается согласия. Такие представления Зенон называл каталиптическими, они как бы схватывают человека, соединяют мысленный образ с реальным предметом. Каталепсис он считал критерием (мерилом) истины. Когда же душа слишком быстро поддаётся воздействию, тогда неизбежно возникновение ложного представления.
Известно, что Зенон пытался избавить от страха смерти таким умозаключением: «Зло не может быть славным, смерть бывает славной, значит, смерть не есть зло».

## Память
В 1935 г. Международный астрономический союз присвоил имя Зенона Китийского кратеру на видимой стороне Луны.
До вступления Кипра в Европейский союз Зенон Китийский изображался на монетах номиналом в 20 центов.
В Ларнаке недалеко от набережной Финикудес на площади Европы рядом с муниципальным культурным центром установлен памятник Зенону.